# Warwara Wladimirowna Selenskaja
Warwara Wladimirowna Selenskaja (auch Zelenskaja; russisch Варвара Владимировна Зеленская; * 5. Oktober 1972 in Petropawlowsk-Kamtschatski) ist eine ehemalige russische Skirennläuferin.

## Biografie
Sie gehörte während vieler Jahre zu den stärksten Abfahrtsläuferinnen und feierte in dieser Disziplin vier Weltcupsiege – zwei davon innerhalb von 24 Stunden bei der Doppelabfahrt von Happo One (1997).
Zwei weitere Rennen gewann sie im Winter 1996/97, trotzdem musste sie sich im Abfahrtsweltcup mit Platz 3 hinter Heidi Zurbriggen und Renate Götschl begnügen. Ihren ersten von zwölf Podestplätzen in der Abfahrt erreichte sie bereits als 18-Jährige im Dezember 1990 in der Abfahrt von Morzine hinter Petra Kronberger und Chantal Bournissen. Auch im Super-G erzielte sie einen Podestplatz.
Bei Titelkämpfen war Selenskaja weniger erfolgreich mit dem sechsten Platz in der Abfahrt bei den Weltmeisterschaften 1997 in Sestriere und dem achten Platz in der Abfahrt bei den Olympischen Winterspielen 1994 in Lillehammer.
Ihre Weltcup-Karriere beendete sie mit einem 13. Platz im Super-G von Zauchensee im März 2002. Sie war aber weiterhin bei kleineren Skirennen am Start, so wurde sie zuletzt 2006 russische Meisterin im Super-G.

## Weltcupsiege
| Datum            | Ort       | Land     | Disziplin |
| ---------------- | --------- | -------- | --------- |
| 1. März 1996     | Narvik    | Norwegen | Abfahrt   |
| 1. Februar 1997  | Laax      | Schweiz  | Abfahrt   |
| 28. Februar 1997 | Happo One | Japan    | Abfahrt   |
| 2. März 1997     | Happo One | Japan    | Abfahrt   |